# Hernádcéce
Hernádcéce este un sat în districtul Gönc, județul Borsod-Abaúj-Zemplén, Ungaria, având o populație de 211 locuitori (2011). 

## Demografie
Componența etnică a satului Hernádcéce
     Maghiari (71,48%)
     Romi (28,52%)
Componența confesională a satului Hernádcéce
     Romano-catolici (49,29%)
     Reformați (31,28%)
     Fără religie (7,11%)
     Greco-catolici (6,64%)
     Luterani (1,42%)
     Necunoscută (4,27%)
Conform recensământului din 2011, satul Hernádcéce avea 211 locuitori. Din punct de vedere etnic, majoritatea locuitorilor (71,48%) erau maghiari, cu o minoritate de romi (28,52%). Nu există o religie majoritară, locuitorii fiind romano-catolici (49,29%), reformați (31,28%), persoane fără religie (7,11%), greco-catolici (6,64%) și luterani (1,42%). Pentru 4,27% din locuitori nu este cunoscută apartenența confesională.